# 葉克利濟·布林山

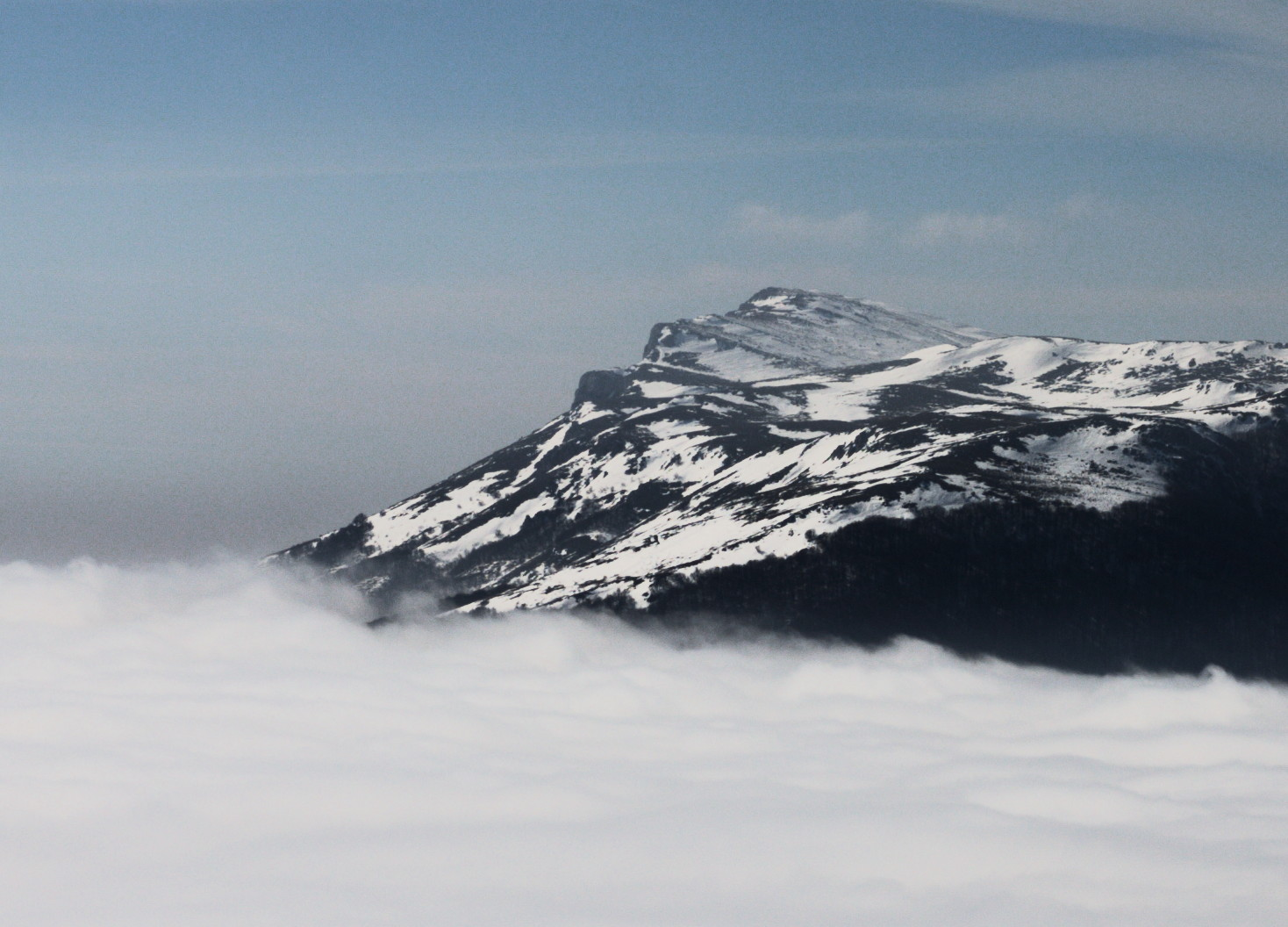

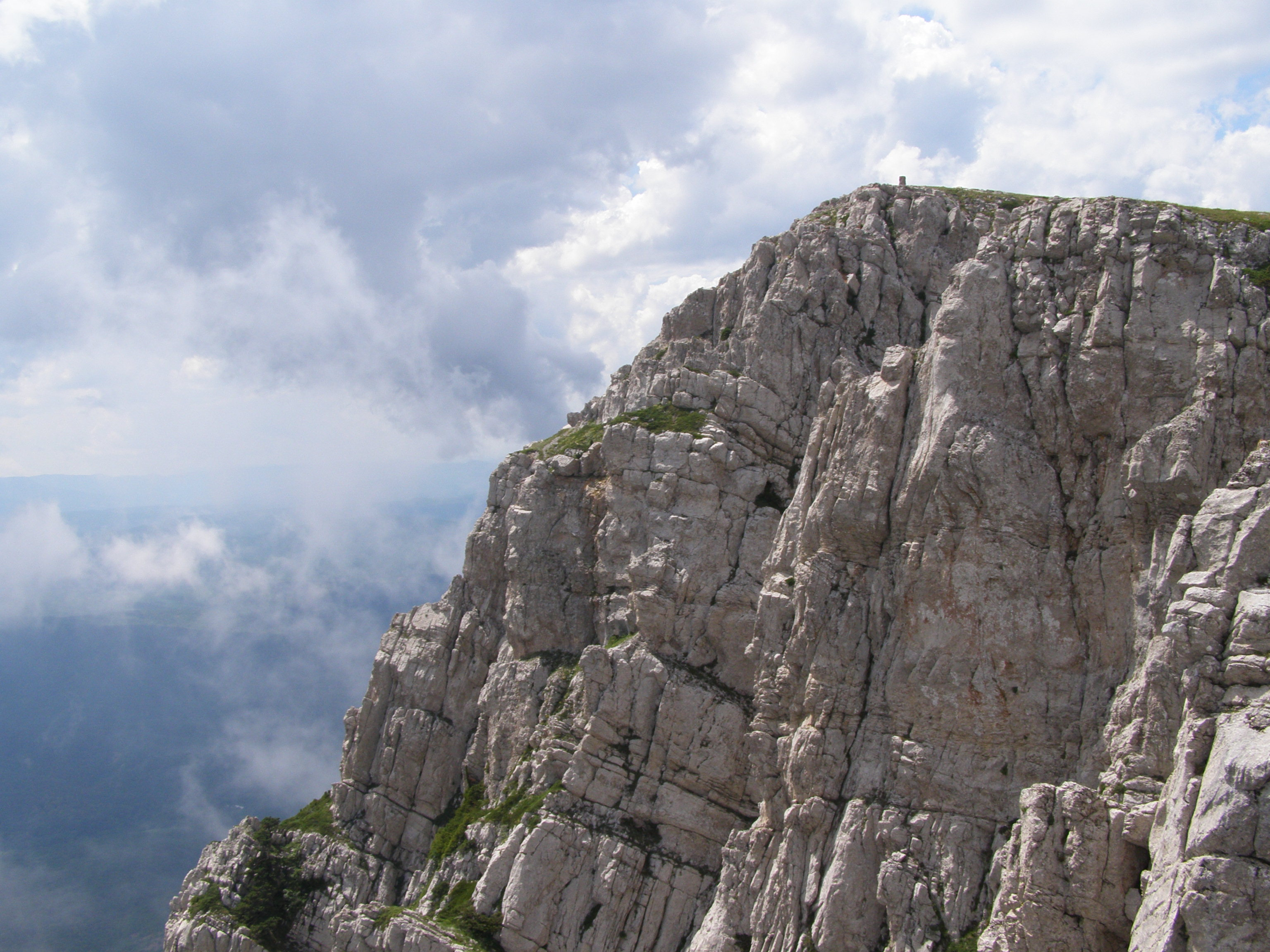

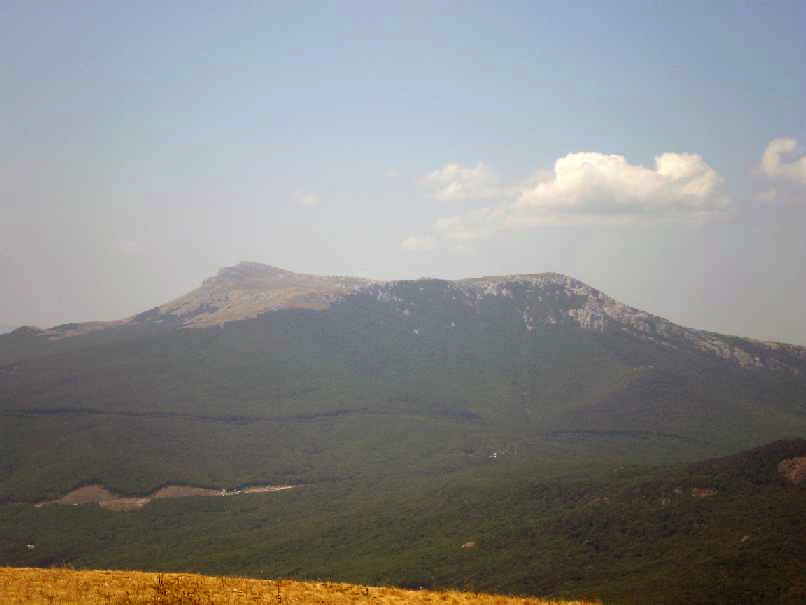

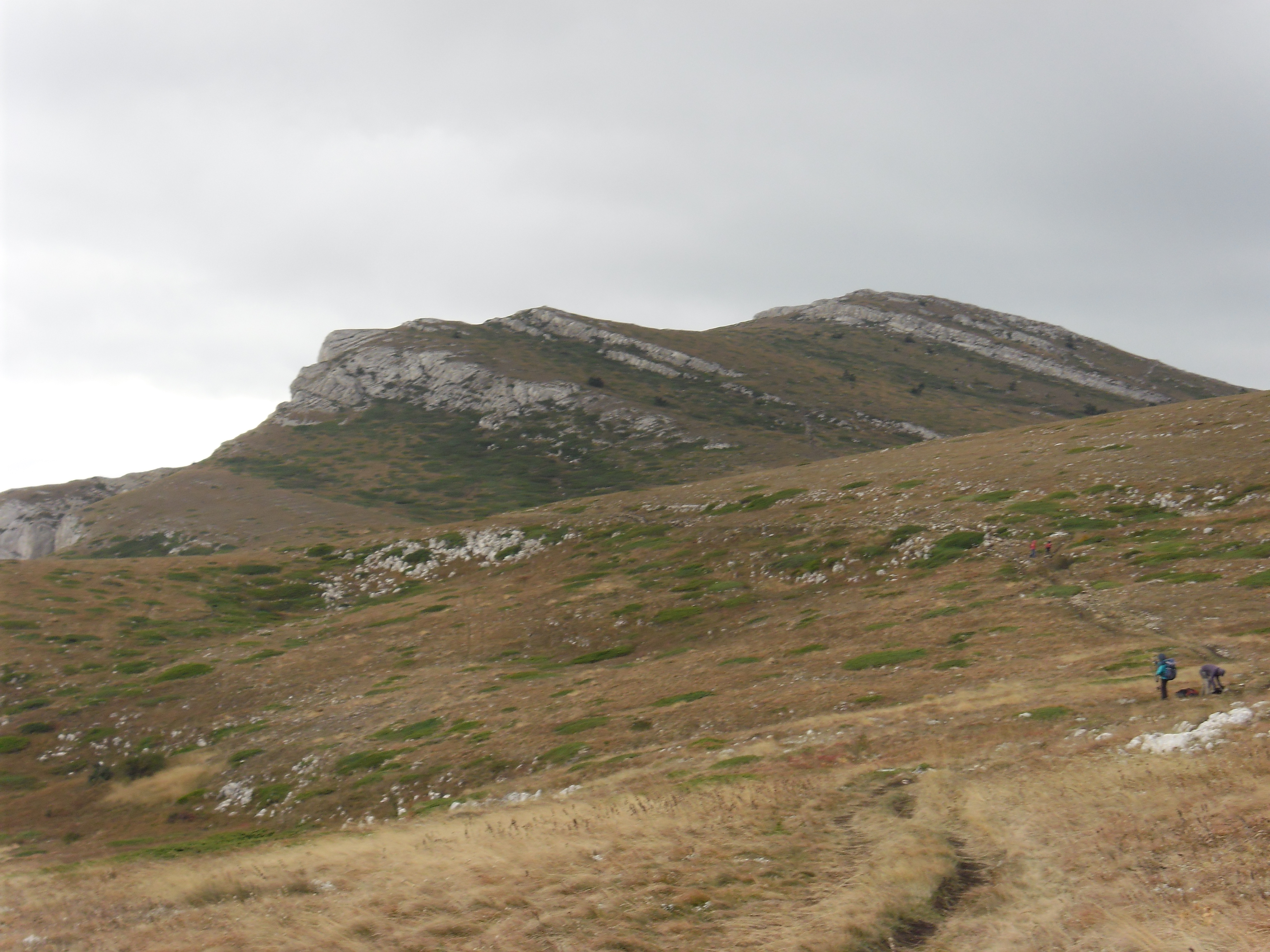

葉克利濟·布林山是烏克蘭的山峰，位於克里米亞共和國，屬於克里米亞山脈的一部分，該山峰海拔高度1,527米，山體由石灰岩組成。